# Ciutat Esportiva d'Abegondo
La Ciutat Esportiva d'Abegondo (en gallec: Cidade Deportiva de Abegondo), coneguda també com a O Mundo do Fútbol (El Món del Futbol), és un complex esportiu del Deportivo de La Corunya, inaugurat l'1 de maig de 2003. Està situat al municipi gallec d'Abegondo, al costat de l'autovia A-6. Amb una superfície de 90.000 m², acull els entrenaments del primer equip, el filial i de les categories inferiors del club.

## Instal·lacions
O Mundo do Fútbol està format per un edifici principal on hi trobem els vestidors, oficines i cafeteria, i que serveix, a més, de graderia, amb capacitat per a més de 1.200 persones de cara al camp principal, i unes altres 500 a la part posterior, orientades cap al camp de gespa artificial. A la planta superior de l'edifici trobem les oficines, sala de premsa, cafeteria i lavabos de públic. La planta inferior està formada pels vestidors, magatzems i instal·lacions. Disposa, a més, de 9.000 metres quadrats d'aparcament i zona de serveis.
Disposa de:
- 7 camps de gespa natural de mesures semblants a les de l'estadi de Riazor (105 x 65 m).
- 1 camp de gespa artificial d'última generació de la mida de Riazor (105 x 61 m).
- 6 camps de gespa natural de futbol 7 (50 x 30 m).
- Més de 16.000 metres quadrats de camps auxiliars de gespa natural.